# لويس كولوما
لويس كولوما رولدان (بالإسبانية: Luis Coloma)‏ كاتب وصحفي إسباني، وُلد في شريش عام 1851. في الثانية عشرة من عمره التحق بالمدرسة البحرية الإعدادية في سان فيرناندو عام 1863، إلا أنه بعد ذلك تركها وتخرج في كلية الحقوق بجامعة إشبيلية، بالرغم من أنه لم يصل أبداً لممارسة مهنة المحاماة. كان عضوًا في الأكاديمية الملكية الإسبانية عام 1908. امتهن الكتابة الأدبية حقق نجاحًا كبيرًا بين القراء. برز من بين أعماله رواية صغار عام ، التي ينتقد بها الطبقة العليا من المجتمع المدريدي، في السنوات التي سبقت استعادة الملكية عام 1874، ممثلًا في شخص ألفونسو الثاني عشر، نجل إيزابيل الثانية. وصبي عام . وأتبعها ببعض الروايات ذات الطابع التاريخي مثل خيرومين في إشارة إلى دون جوان النمساوي. وكونه كان مؤلفًا لأدب الطفل والشباب، كان أول من ابتكر الشخصية الأسطورية الشهيرة الفأر بيريث، المعروفة بين أطفال إسبانيا وأمريكا اللاتينية؛ وهي على غرار جنية الأسنان في البلدان الناطقة بالإنجليزية، وتتحدث عن ماذا يحدث لأي طفل عندما يفقد أحد أسنانه فيقوم بجمعها تحت الوسادة أثناء النوم، وبحسب الأعراف، فإن هذه الشخصية تمنح الطفل بدلًا من ذلك هدية صغيرة أو عملة. وتوفي في مدريد عام 1914.